# Stapelia grandiflora
Stapelia grandiflora, stor asblomma,  är en oleanderväxtart som beskrevs av Mass.. Stapelia grandiflora ingår i släktet Stapelia och familjen oleanderväxter. Utöver nominatformen finns också underarten S. g. conformis.